# Thermobindung

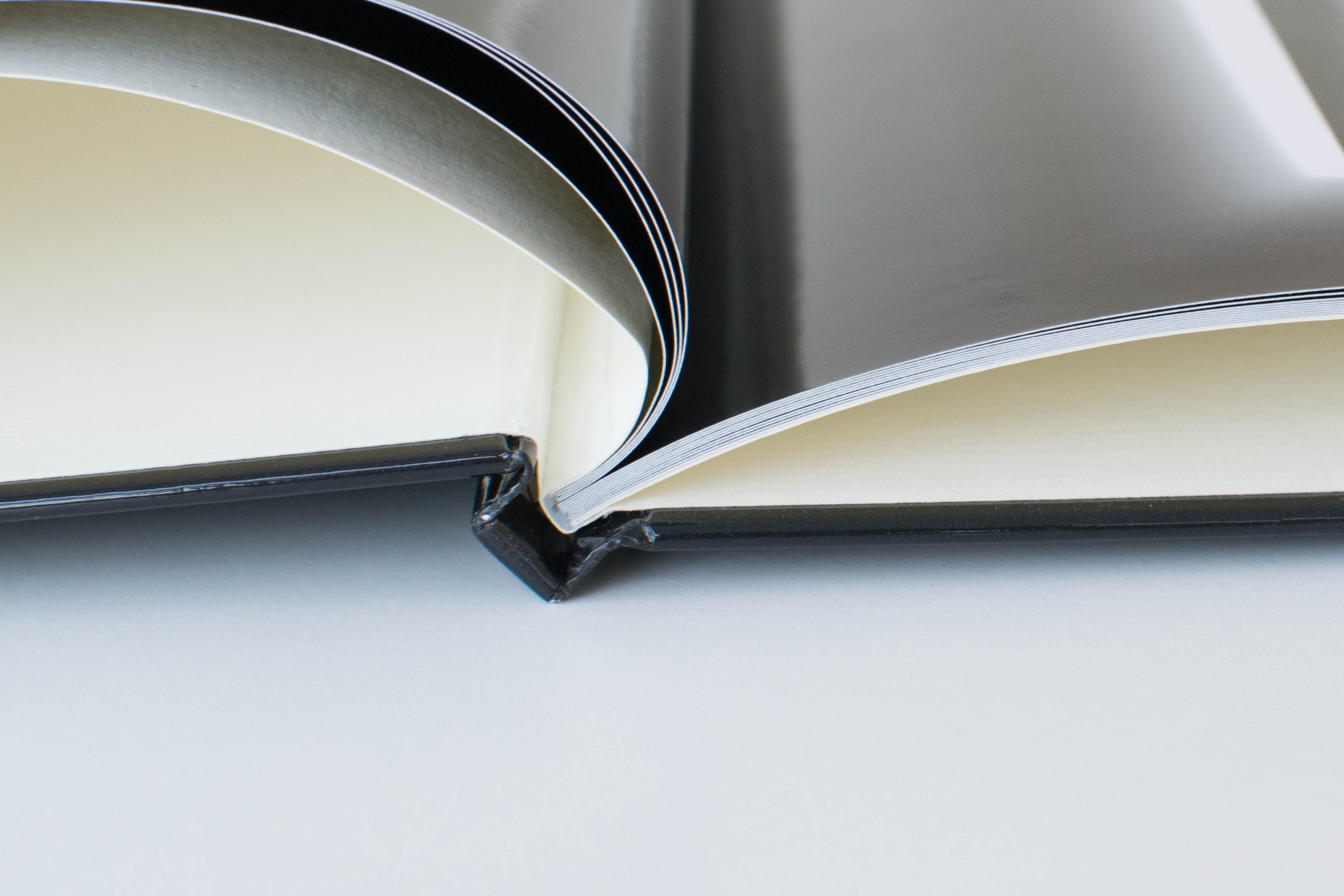
Ein Fotobuch mit Klebebindung

Thermobindung, auch Klebebindung, bezeichnet bei der Buchherstellung ein Verfahren zur Buchbindung, bei dem mit Hilfe eines auf einem Karton aufgetragenen Klebers (Hotmelt) oder in Form eines breiten Karton- oder Plastikstreifens (Bindestreifen) eine Verbindung der Rohbögen, aber auch bedrucktem Papier hergestellt wird. Bei professioneller Arbeit sind keine Lochspuren zu erkennen.